# جورج بارلو (بازیکن فوتبال، زاده ۱۸۸۵)
جورج بارلو (انگلیسی: George Barlow; ۱۹ سپتامبر ۱۸۸۵ – ۳ مارس ۱۹۲۱) بازیکن فوتبال اهل پادشاهی متحد بریتانیای کبیر و ایرلند بود.
از باشگاه‌هایی که در آن بازی کرده‌است می‌توان به باشگاه فوتبال اورتون اشاره کرد.